# Salomonisk kolonn

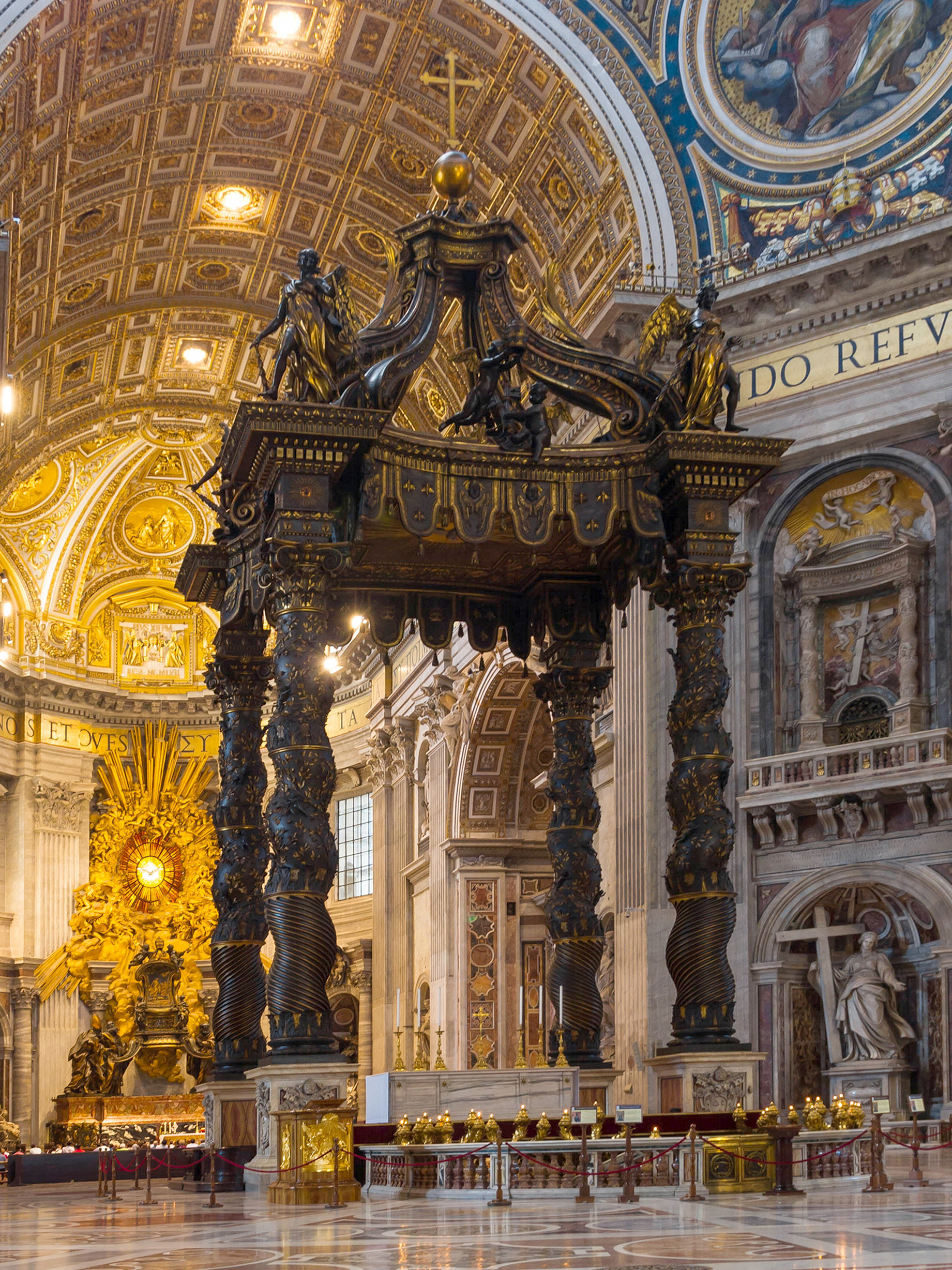
Peterskyrkans baldakin med salomoniska kolonner, ritad av Bernini.

Salomonisk kolonn är en spiralformad pelare, liknande en korkskruv. Den ingår inte i de klassiska kolonnordningarna, även om de flesta exempel har korintisk eller kompositaordning. Den kan krönas med vilken design som helst, till exempel kapitäl enligt dorisk eller jonisk ordning.

## Bilder

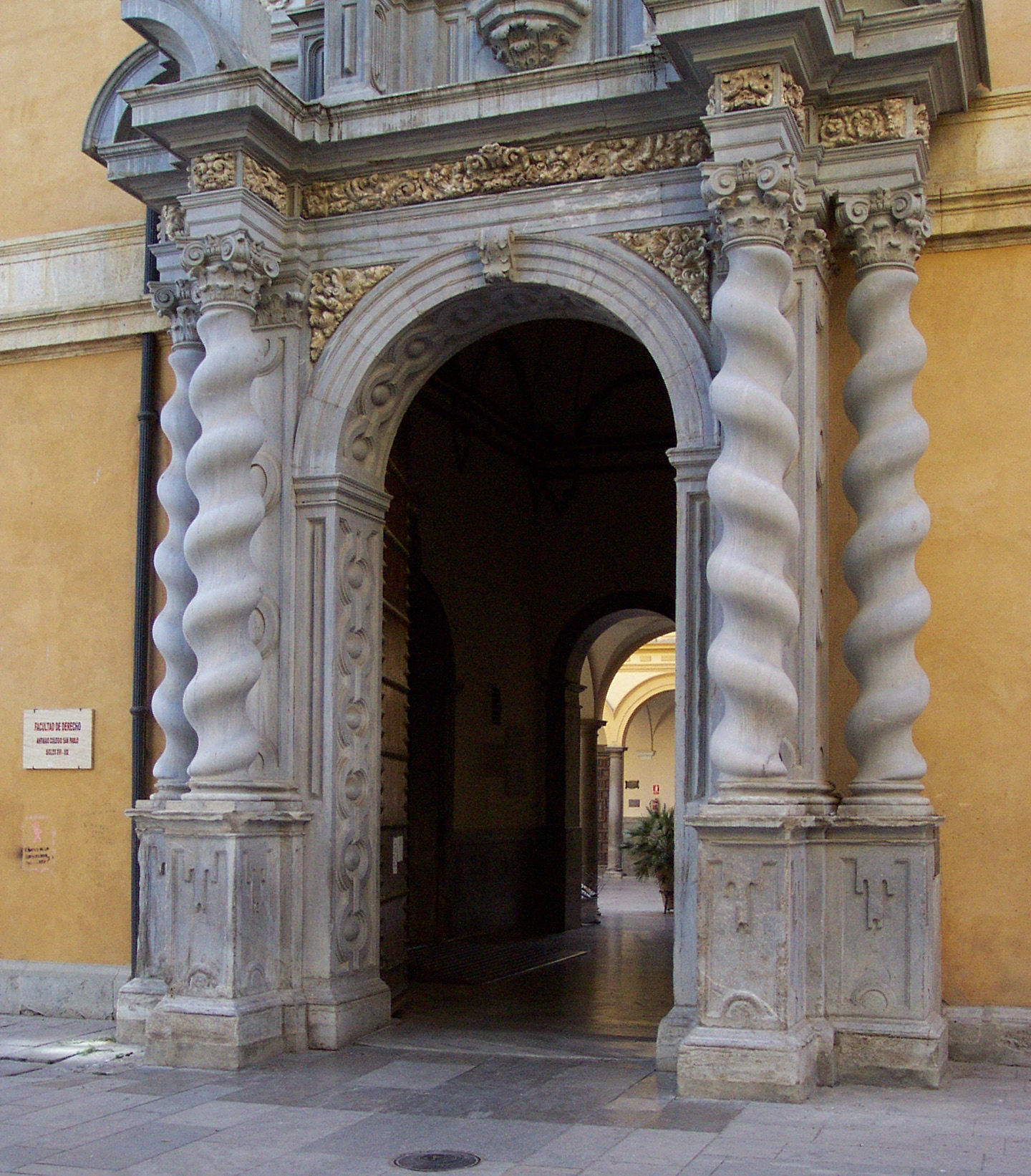
Renässansportal i Granada.
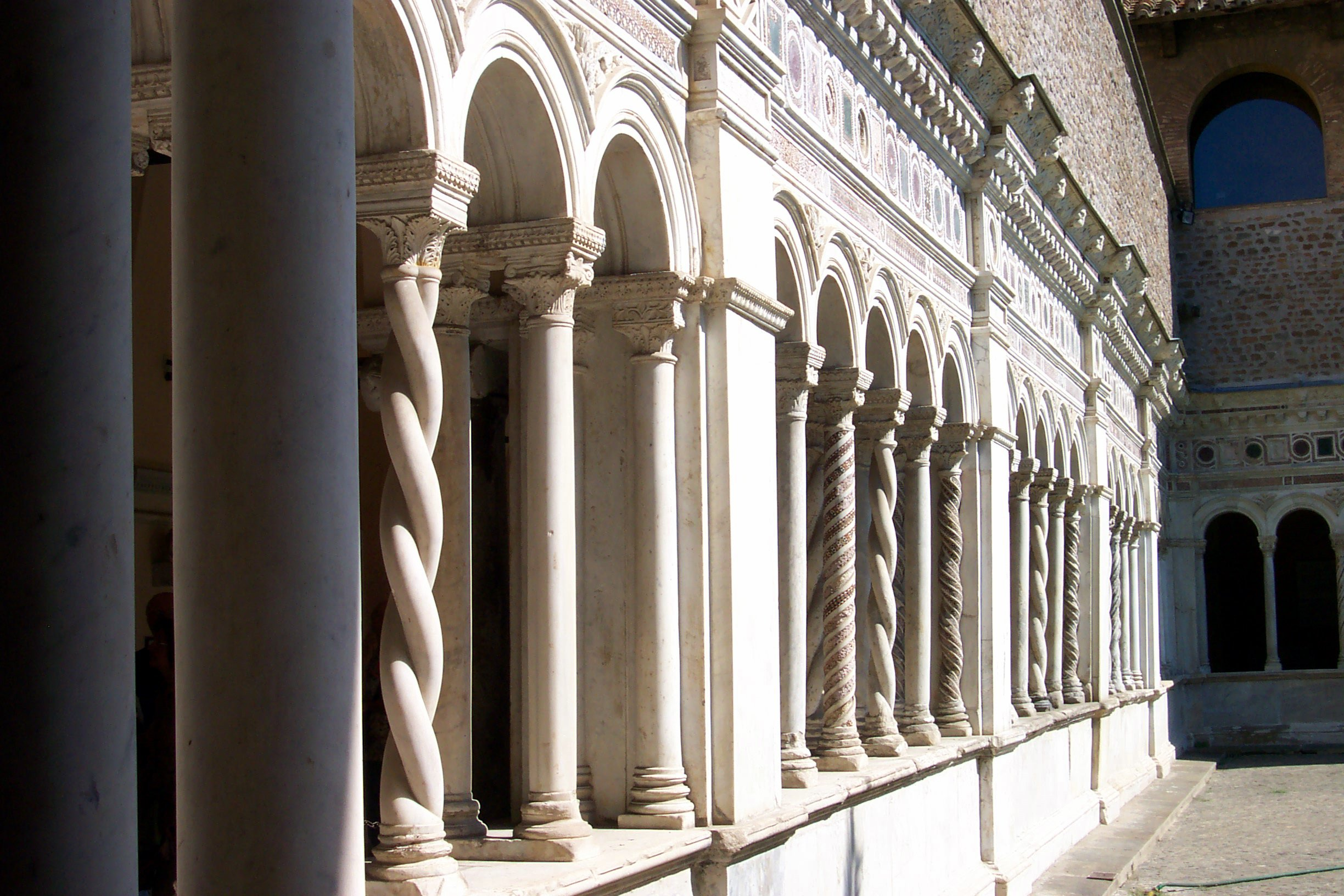
Salomoniska kolonner i Lateranbasilikans kloster.